# Aristolochia chamissonis
Aristolochia chamissonis (Klotzsch) Duch. – gatunek rośliny z rodziny kokornakowatych (Aristolochiaceae Juss.). Występuje endemicznie w Brazylii (w Dystrykcie Federalnym oraz w stanach Goiás, Espírito Santo, Minas Gerais, Rio de Janeiro, São Paulo i Parana).

## Morfologia
PokrójBylina pnąca.
LiścieMają owalny, deltoidalnie owalny lub lancetowaty kształt. Mają 9–27 cm długości oraz 3–17,5 cm szerokości. Są skórzaste. Nasada liścia ma klinowy lub ścięty kształt. Całobrzegie, z ostrym lub spiczastym wierzchołkiem. Ogonek liściowy jest nagi i ma długość 3–12 cm.
KwiatyPojedyncze. Mają żółtawą barwę. Dorastają do 30–40 mm długości i 17–25 mm szerokości. Łagiewki ma jajowaty kształt.
OwoceTorebki o jajowatym kształcie. Mają 10–14 cm długości i 2–5 cm szerokości.

## Biologia i ekologia
Rośnie na brzegach rzek.